# Città dell'Aria
Città dell'Aria è il nome che fu dato negli anni '30 all'area destinata alle ricerche aeronautiche nei pressi di Montecelio (Lazio). Fu poi rinominata Guidonia Montecelio nel 1937, in memoria del generale Alessandro Guidoni, perito in un incidente durante il test di un paracadute. La Città dell'Aria fu abbandonata nel 1943 a seguito dei danni riportati durante la seconda guerra mondiale.

## Storia
L'attività di osservazione e studio per l'innovazione tecnologica e l'affermazione delle potenzialità della neonata Aeronautica Militare, costituita come Forza Armata il 28 marzo 1923 subì un forte impulso negli anni '20, quando i record aeronautici costituivano un ottimo investimento in immagine sul palcoscenico internazionale. Per raggiungere risultati di rilievo i vertici dell'epoca costituirono una concentrazione di figure di elevato valore professionale nella Direzione superiore studi ed esperienze a partire dal 1926. Alle attività della DSSE concorrevano tutte le specialità che sono tuttora inquadrate nel Corpo del Genio Aeronautico: ingegneri, geofisici, chimici e tecnici specializzati. Nell'ambito di questo fermento di uomini e di idee innovative venne realizzato a Guidonia il centro per gli studi e le esperienze aeronautiche, necessario per ospitare tutte le attività della DSSE, secondo una idea originale del generale Gaetano Arturo Crocco. Questo Centro aveva la particolarità di comprendere nel suo ambito tutti i settori della ricerca aeronautica dell'epoca: radiotecnica, armamento, tecnologia, elicistica, aerodinamica subsonica, ottica, fotografia e strumentistica. Alla ricerca nel settore della tecnica aeronautica furono via via affiancati anche altri centri di studio in un certo senso "affini", per ricerche di Medicina aeronautica, il Reparto Sperimentale di Volo e uno Stabilimento di Costruzioni Aeronautiche (S.C.A.).
Il piano regolatore della nuova città fu affidato agli architetti Giorgio Calza Bini, Gino Cancellotti ed al professore ingegnere Giuseppe Nicolosi, architetto della Fabbrica di S.Pietro.
Il giorno 27 aprile del 1936 il Capo del Governo fondò, nella zona di Montecelio, la "Città dell'Aria", sede della D.S.S.E. proprio nel sito attuale. Con il successivo R.D. 21/03/1937 la città di Montecelio, ovvero la Città dell'Aria, veniva rinominata Città di Guidonia Montecelio, in omaggio al gen. Alessandro Guidoni, deceduto il 27 aprile 1928 durante un test di un nuovo modello di paracadute in una zona distante circa quattro chilometri dall'Aeroporto.
«..Guidonia veniva a costituire così la silenziosa fucina di prove che dava sicurezza al volo e che, in un lavoro senza soste, sviscerava i complessi problemi relativi ai settori chimico, tecnologico, aerodinamico, fotografico, strumentale, agli studi sulle velocità supersoniche, sulle vibrazioni in volo, sulle velocità critiche, traendo le relative regolamentazioni per ogni tipo d'aereo, impartendo prescrizioni di sicurezza alle Ditte Costruttrici: veniva sperimentato e collaudato ogni ramo delle attività aeronautiche, dalle benzine, alle vernici, ai legni speciali, ai materiali plastici» (da una relazione del Gen. A.A. Giuseppe Valle - Sottosegretario di Stato, nel 1939).

## Fonti
- Aeronautica Militare[non chiaro]
- Intervento del gen. Isp. Capo Ermanno Aloia alla cerimonia di commemorazione del gen. Guidoni del 26 aprile 2006